# Гоплачев, Аслан Ахмедович
Асла́н Ахме́дович Гопла́чев (род. 26 декабря 1970) — советский и российский футболист, российский тренер, выступал на позициях полузащитника и нападающего; тренер. 

## Карьера

### Клубная
Аслан является воспитанником СДЮШОР «Эльбрус» города Нальчика. Профессиональную карьеру игрока начинал в 1988 году в местной команде второй союзной лиги «Спартак». По итогам сезона 1994 года Аслан был признан лучшим игроком команды, он же возглавил список лучших бомбардиров зонального турнира второй лиги с 29 мячами в активе. На протяжении сезона Аслану трижды удалось оформить «покер» (забить четыре мяча в одном матче). Причём два из них состоялись в выездных поединках с тверской «Трион-Волгой» (1:4) и коломенским «Авангардом-Кортэк» (1:6) 27 и 30 сентября соответственно. Достигнув показателя в 29 забитых мячей за сезон, Аслан тем самым установил новый рекорд нальчан по результативности, превзойдя достижение Руслана Бекова (26 мячей), которое продержалось 17 лет.
Столь результативная игра Аслана привлекла внимание селекционеров владикавказской «Алании» и перед началом сезона 1995 года Гоплачев пополнил ряды «барсов». Но закрепиться в составе команды Аслан не смог и, проведя всего два стартовых матча чемпионата, Гоплачев вернулся в Нальчик где выступал на протяжении двух лет. За время выступления в составе нальчан Аслан 74 раза поразил ворота соперников, что является пятым показателем за всю историю клуба.
В 2001 году выступал в составе нальчикского любительского коллектива «Налвес». После чего был приглашён в команду второй лиги «Кавказкабель» из Прохладного где и завершил карьеру игрока по окончании сезона.

### Тренерская
В 2004 году после того как бывший наставник дубля Юрий Красножан был утверждён в должности главного тренера основной команды нальчикского «Спартака», Аслан был назначен тренером дублёров клуба. Под его руководством команда заняла 15-е место в зональном турнире первенства любительской лиги. После чего Аслан покинул команду, возглавив другой клуб ЛФЛ «Владикавказ». Спустя сезон Аслан покинул этот пост и вошёл в тренерский штаб дубля нальчикского «Спартака», дебютировавшего в молодёжном первенстве страны при командах премьер-лиги. В настоящее время работает тренером в детско-юношеской спортивной школе нальчикского «Спартака».

## Достижения
- Чемпион России: 1995.
- Лучший бомбардир зонального турнира второй лиги: 1995 (29 мячей).
- Лучший бомбардир ФК «Спартак» (Нальчик): 1995.

## Статистика выступлений
| Команда                      | Сезон            | Чемпионат        | Чемпионат | Чемпионат | Кубок | Кубок | Итого | Итого |
| Команда                      | Сезон            | Уров.            | Игры      | Голы      | Игры  | Голы  | Игры  | Голы  |
| ---------------------------- | ---------------- | ---------------- | --------- | --------- | ----- | ----- | ----- | ----- |
| Спартак (Нальчик)            | 1988             | III              | 2         | 0         | 0     | 0     | 2     | 0     |
| Спартак (Нальчик)            | 1989             | III              | 0         | 0         | 0     | 0     | 0     | 0     |
| Спартак (Нальчик)            | 1990             | III              | 17        | 1         | 0     | 0     | 17    | 1     |
| Спартак (Нальчик)            | 1991             | III              | 36        | 5         | 2     | 1     | 38    | 6     |
| Спартак (Нальчик)            | 1992             | II               | 32        | 10        | 0     | 0     | 32    | 10    |
| Спартак (Нальчик)            | 1993             | II               | 20        | 6         | 1     | 0     | 21    | 6     |
| Спартак (Нальчик)            | 1994             | III              | 35        | 29        | 0     | 0     | 35    | 29    |
| Спартак (Нальчик)            | Итого            | Итого            | 142       | 51        | 3     | 1     | 145   | 52    |
| Спартак-Алания (Владикавказ) | 1995             | I                | 2         | 0         | 0     | 0     | 2     | 0     |
| Спартак (Нальчик)            | 1995             | III              | 23        | 17        | 0     | 0     | 23    | 17    |
| Спартак (Нальчик)            | 1996             | II               | 17        | 5         | 0     | 0     | 17    | 5     |
| Спартак (Нальчик)            | Итого            | Итого            | 40        | 22        | 0     | 0     | 40    | 22    |
| Спартак-д (Нальчик)          | 1996             | IV               | 1         | 0         | 0     | 0     | 1     | 0     |
| Кавказкабель (Прохладный)    | 2002             | III              | 35        | 9         | 0     | 0     | 35    | 9     |
| Всего за карьеру             | Всего за карьеру | Всего за карьеру | 220       | 82        | 3     | 1     | 223   | 83    |

Источники:
- Статистика выступлений взята со спортивного медиа-портала Sportbox.ru Архивная копия от 8 декабря 2014 на Wayback Machine

## Статистика в качестве главного тренера
| Клуб                        | Страна      | Начало работы | Окончание работы | Результаты | Результаты | Результаты | Результаты | Результаты | Результаты | Результаты |
| Клуб                        | Страна      | Начало работы | Окончание работы | И          | В          | Н          | П          | В %        | Н %        | П %        |
| --------------------------- | ----------- | ------------- | ---------------- | ---------- | ---------- | ---------- | ---------- | ---------- | ---------- | ---------- |
| «Спартак-2» (Нальчик)       | Флаг России | 2004          | 2004             | 40         | 14         | 6          | 20         | 35.00      | 15.00      | 50.00      |
| «Владикавказ» (Владикавказ) | Флаг России | 2005          | 2005             | 38         | 12         | 5          | 21         | 31.58      | 13.16      | 55.26      |

Источники:
- Статистика выступлений взята со спортивного медиа-портала Sportbox.ru Архивная копия от 8 декабря 2014 на Wayback Machine